# Казеозний лімфаденіт

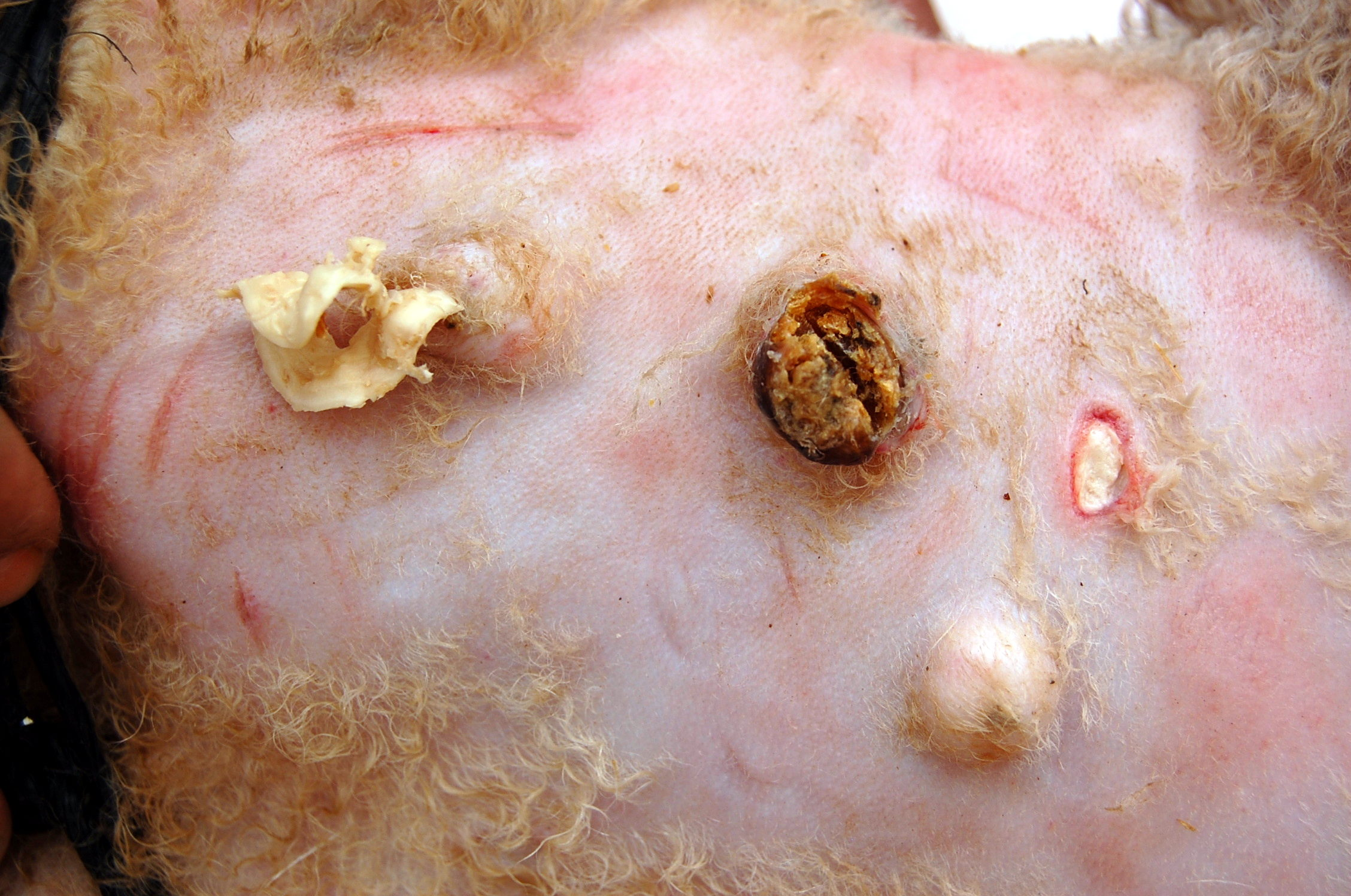
Декілька абсцесів на шиї вівці при казеозному лімфаденіті — псевдотуберкульозі, який спричинює Corynebacterium pseudotuberculosis.

Казео́зний лімфадені́т (ще — Псевдотуберкульоз, який спричинює Corynebacterium pseudotuberculosis; англ. Caseous lymphadenitis, Pseudotuberculosis) — хронічна інфекційна хвороба різних тварин, переважно овець та кіз, яка характеризується утворенням у лімфатичних вузлах, легенях, печінці та інших органах специфічних гнойно-некротичних вогнищ, розвитком кахексії та призводить до смерті тварини. Нечисленні випадки ураження описани в людей
Псевдотуберкульоз, який спричинює Corynebacterium pseudotuberculosis, слід відрізняти від псевдотуберкульозу, якого спричинює інша бактерія — Yersinia pseudotuberculosis. Казеозний лімфаденіт у ветеринарії вважають класичним псевдотуберкульозом. Ця плутанина у термінології нерідко призводить до ототожнювання цих хвороб, що не є правильним.

## Історичні відомості
Термін «псевдотуберкулез» 1885 року ввів Карл Еберт для позначення хвороби тварин, у яких в органах знаходили зміни, схожі за зовнішнім виглядом з туберкульозними. Збудника С. pseudotuberculosis вперше описав Едмонд Нокард 1888 року, який виявив його у бика з лімфангітом. У різний час цього мікроорганізму відносили до різних груп бактерій, згодом — до роду Corynebacterium.

## Актуальність
Хвороба поширена в багатьох країнах світу з інтенсивним вівчарством і завдає істотного економічного збитку, який складається із втрат від загибелі овець (60 %), утилізації уражених туш, органів і тканин при забої тварин на м'ясокомбінатах (10 %), недоотримання вовни (28,7 %) і приплоду (1,3 %).

## Етіологія

### Загальні риси
Збудники казеозного лімфаденіту Corynebacterium pseudotuberculosis — поліморфні нерухомі палички, овоїдної (яйцеподібної) форми, рідше коки, нерівномірно, часто біполярно забарвлюються аніліновими фарбами, в основному грампозитивні. Спор не утворює. У мазках-відбитках з гнійного вмісту вогнища ці бактеріальні клітини частіше розташовуються купками, а іноді поодиноко. На відміну від інших представників роду Corynebacterium має негативну піразинамідазну та позитивну цистіназну біохімічну активність. Від C. diphtheriae Corynebacterium pseudotuberculosis відрізняється своєю позитивною активністю до уреази. Corynebacterium pseudotuberculosis відрізняється від С. ulcerans тим, що вона не здатна ферментувати глікоген і трегалозу, гідролізувати желатин. Виділяють 2 основних біотипи:
- нітрат-негативні, які інфікують переважно овець та кіз;
- нітрат-позитивні, що інфікують коней.

У великої рогатої худоби виділяють штами, що є гетерогенними по відношенню до нітратів. Усі штами Corynebacterium pseudotuberculosis виробляють екзотоксин, який називають фосфоліпазою D. Він підсилює поширення бактерій шляхом пошкодження ендотеліальних клітин і підвищення проникності кровоносних судин. Ці бактерії мають другий фактор вірулентності — зовнішній ліпідний клітинний шар, який забезпечує захист від ферментів всередині фагоцитів.

### Стійкість
С. pseudotuberculosis слабостійка до температурних факторів — у суспензії гнійного матеріалу мікроорганізми гинуть протягом 20 хвилин при температурі 55 °С; 4 — 5 хвилин — при 58 °С; одну хвилину — при 60 °С. Вельми стійкі до висихання, тривалий час здатні зберігатися в м'ясі, фекаліях, гної, ґрунті (до 8 місяців), на дерев'яних поверхнях до 2 місяців. Зберігають життєздатність в сіні до 180 діб, у підстилці тварин і воді — до 60 діб. На поверхні об'єктів тривалість життя мікроорганізму зменшується пропорційно підвищенню температури довкілля. Присутність органічного матеріалу, тіні підвищують здатність до виживання.
Збудник інфекції чутливий до хлораміну, феносмоліну, глутаральдегіду; менш чутливий до формаліну, лугів, хлорного вапна, лізолу. Найшвидше, за 1-6 хвилин, гине під дією 2,5 % розчину карболової кислоти і 0,25 % розчину формальдегіду. За стійкістю до дезінфекційних засобів С. pseudotuberculosis займає проміжне положення між Е. coli і S. aureus.

### Особливості культивування
Збудник зростає на звичайних поживних середовищах, але триваліше, ніж багато інших мікроорганізмів. Оптимальними для його виділення служать кров'яний телуритовий агар (КТА) і сироватково-телуритовий агар (СТА). На середовищі Тінсдейла колонії збудника оточені бурим ореолом.
Мікроби чутливі до пеніцилінової групи, тетрациклінів і сульфаніламідних препаратів. Проти них найбільш ефективні гентаміцин, етоній, граміцидин С, цефоперазон, фосфоміцин; з макролідів — тілан (тілозин), який використовують виключно у ветеринарії.

## Епідеміологічні особливості

### Джерело та резервуар
Джерелом збудника інфекції є хворі тварини. Поширення збудника до раніше благополучних по казеозному лімфаденіту господарств пов'язано з придбанням і введенням до стад нерозпізнаних хворих тварин.

### Механізм і фактори передачі
У довкілля хворі тварини виділяють збудника з гнійним вмістом гнояків лімфатичних вузлів, підшкірних і внутрішньом'язових абсцесів, а також при хронічних внутрішньодисемінованих формах — через виділення з носа і випорожнення. Тривалість виділення гнійного вмісту абсцесу до загоєння норицевих отворів може коливатися від 9 до 40 днів. Зараження відбувається через пошкоджену шкіру (при стрижці, кастрації, стикуванні хвоста, укусах і пораненнях, при купанні овець у протипаразитарних ваннах, тощо), а також аліментарним, аерогенним шляхами, через пуповину, інфіковані об'єкти зовнішнього середовища, які представляють собою важливий фактор в епізоотичному процесі.

### Сприйнятливість
У природі до С. pseudotuberculosis найбільш сприйнятливі вівці та кози, менш — коні, велика рогата худоба, буйволи, свині, верблюди, олені, мавпи, кролики, морські свинки, пацюки, щури, миші, їжаки та інші тварини. Несприйнятливі кури і голуби.
Хвороба проявляється спорадично або у вигляді епізоотії. З основним способом зараження (через пошкоджену шкіру) пов'язана літня сезонність захворювання овець, в основному в липні-серпні, через 1,5 — 2 місяці після стрижки. До початку зими захворюваність різко знижується до 1,5-5 %. З огляду на виснаження частину тварин вибраковують, а у тих, які заразилися в період останньої стрижки, хвороба переходить у хронічний перебіг.

## Патогенез
Збудник проникає до організму тварини аліментарним (через їжу) або аерогенним шляхом через пошкоджену шкіру або пуповину. С. pseudotuberculosis осідають у регіонарних лімфатичних вузлах, бо здатні розмножуватись всередині фагоцитів, або швидко розносяться кров'ю по всіх тканинах і органах, спричиняючи сепсис.
У патогенезі істотне значення мають два чинника:
- високий вміст ліпідів у оболонці збудника, що дозволяє йому досить ефективно протистояти впливу ферментів та існувати як факультативний внутрішньоклітинний паразит зокрема в макрофагах;
- утворення екзотоксину, що ушкоджує стінки кровоносних судин.

У результаті піогенної та токсичної дії збудника на організм виникає гнійне запалення лімфатичних вузлів, з'являються гнійно-некротичні фокуси (гнояки) в органах, порушується кровообіг, уражається центральна нервова система. Загибель тварин відбувається в результаті асфіксії, серцевої недостатності та кахексії.

## Патологоанатомічні зміни
Трупи тварин зазвичай виглядають виснаженими. При розтині їх виявляють утворення в уражених органах інкапсульованих вогнищ розміром від горошини до кулака, тобто діаметром від 1 до 15 см, що містять гнійно-некротичні маси зеленувато-жовтого кольору, сироподібної або сметаноподібної консистенції, з багатошаровою капсулою, оскільки збільшення вогнища відбувається за рахунок некрозу і гнійного розплавлення капсули з одночасним формуванням по периферії вогнища нової капсули. У цих вогнищах на відміну від туберкульозних не спостерігають звапніння, капсула має гладку внутрішню поверхню.

## Клінічні прояви
Інкубаційний період в овець у природних умовах варіює від 10 діб до 2 місяців, а іноді до 9 місяців. Хвороба характеризується хронічним перебігом і може тривати від кількох місяців до 3 років. Тварина в результаті хвороби або гине, або одужує.
Хвороба перебігає в чотирьох клінічних формах:
- лімфаденітна форма характеризується ураженням поверхневих, як правило, шийних та привушних лімфатичних вузлів, які частіше травмуються при стрижці. Частіше цю форму виявляють у кіз;
- при вісцеральній формі в лімфатичних вузлах і паренхіматозних органах утворюються гнійно-некротичні інкапсульовані вогнища, які нагадують зовнішньо кільця нарізаної цибулі. Специфічні клінічні ознаки відсутні. Частіше цю форму спостерігають у овець;
- генітальна форма характеризується ураженням статевих органів, зокрема орхитами або орхоепідидимітами у баранів;
- генералізована характеризується появою гнійно-некротичних вогнищ у лімфатичних вузлах, внутрішніх органах та інших тканинах.

Гній при цьому не має запаху. Консистенція гною пастоподібна частіше при ураженні овець, тоді як тверда — при ураженні кіз. У разі самостійного звільнення від гною ураження закриваються рубцями, якщо до цього тварина не померла.
Клінічно хвороба може супроводжуватися низкою неспецифічних для даної хвороби ознак: некоординованими рухами (в разі сильного збільшення шийних або пахових лімфатичних вузлів; «вертячкою» (при локалізації вогнищ у головному мозку); маститами у вівцематок, тощо.
При ураженні легенів у останній стадії інфекційного процесу з'являються ознаки бронхопневмонії, настає виснаження. Часто таке відбувається в овець, що називають «синдром тонкої вівці». В ягнят частіше виявляють запалення пуповини і суглобів. При генералізованій формі відзначають депресію, підвищення температури тіла. Розвиваються інтоксикація, анемія, тварини гинуть через 3-5 тижнів від початку захворювання.
Іноді хвороба проявляється лише незрозумілим схудненням тварини.
При хронічному перебігу часто відбуваються рецидиви.

## Діагностика
Діагноз ґрунтують на підставі епізоотологічних, клінічних, патологоанатомічних даних і підтверджують за допомогою лабораторних досліджень — бактеріологічного і біологічного. Казеозний лімфаденіт має бути перший на підозрі у овець чи кіз з абсцесами у шийних чи привушних ділянках. Хоча інші бактерії також можуть спричинювати гнояки в цих місцях, але появу їх треба розглядати потенційно як таку, що її спричинюють С. pseudotuberculosis до тих пір, поки специфічні дослідження не довели протилежне. Рентгенографія і ультразвукове дослідження може бути корисним для виявлення внутрішніх пошкоджень. Матеріалом для бактеріологічного дослідження служать специфічні інкапсульовані гнійно-некротичні вогнища в лімфатичних вузлах, органах і тканинах. При біологічному методі миші, кролики та морські свинки, заражені матеріалом, взятим звідти, гинуть через 2-5 діб. При розтині полеглих лабораторних тварин спостерігають характерні казеозні вузлики у внутрішніх органах і очеревині. Проводять переважно в країнах розвиненої ветеринарії також тест синергічного інгібування гемолізину, який виявляє антитіла до фосфоліпази D. Якщо виявляють позитивні результати в титрі розведення 1:256 та більше, це свідчить про гостру хворобу. Частими є при цьому методі хибно-позитивні результати, тому він поступається бактеріологічному та біологічному.

## Лікування
Поодинокі поверхневі абсцеси рекомендують розкривати і видаляти гній, вводити всередину формалін, але тільки не в тих тварин, що їх використовують як м'ясо-молочних. Внутрішньом'язово вводять антибіотики широкого спектра дії — рифампіцин, тулатроміцин, тілозин. Але в цілому, особливо при ураженні внутрішніх органів, лікування недоцільно через малу ефективність.

## Профілактика
З метою недопущення виникнення та поширення хвороби дозволяють ввозити тварин і корми тільки з благополучних по псевдотуберкульозу господарств. Новоприбулих тварин піддають карантину. У тваринницьких приміщеннях систематично проводять дератизацію та дезінфекцію. Особливу увагу приділяють створенню зоогігієнічних умов годівлі та утримання тварин. Усувають причини травматизму тварин при стрижці овець. Обрізання пуповини, хвостів, кастрацію слід виконувати з дотриманням умов асептики і антисептики. При стрижці овець проводять дезінфекцію рук стригалів і лез стригальних машинок після обробки кожної вівці, переважно використовують розбавлене вапно і хлоргексидин. Нанесені в процесі стрижки рани подряпини, садна обробляють антисептичними і протипаразитарними препаратами. Для імунізації овець застосовують анатоксин і анатоксин-бактеріальні вакцини, зокрема, австралійські вакцини серії Гланвак (англ. Glanvac vaccine), які створюють певний імунітет — зменшується частота утворення абсцесів, але повного захисту від захворювання така вакцинація не формує.
При встановленні діагнозу в неблагополучному господарстві вводять обмежувальні заходи. Організовують систематичні (2 рази на місяць) клінічні огляди тварин, хворих ізолюють і здають на забій з наступним проведенням комплексу ветеринарно-санітарних і організаційно-господарських заходів.
При оздоровленні неблагополучного по казеозному лімфаденіту овець господарства слід проводити клініко-алергійні дослідження тварин 2 рази в рік до отримання негативного результату протягом 2 років підряд і за умови відсутності специфічних уражень у тварин на забої.
Овець, що мають розкриті абсцеси лімфатичних вузлів або підшкірні чи внутрішньом'язові в різних ділянках тіла, слід негайно піддати забою безпосередньо в господарстві, інших, виявлених при першому і другому обстеженні, відправляти для забою на м'ясокомбінат. У першу чергу слід пускати в стрижку молодняк, а потім такі отари, в яких при дослідженні виявляли найменше хворих тварин. Протипаразитарне купання у ваннах протягом 1 місяця після стрижки доцільно замінити обприскуванням свіжовиготовленими розчинами, які не були у вжитку.
У неблагополучних господарствах необхідно проводити чистку та дезінфекцію кошар і вигульних майданчиків 2 рази на рік: перед окотом і відразу після вигону тварин на пасовища. Приміщення, призначені для утримання овець інших статевовікових груп, слід піддати очищенню і дезінфекції відразу після вигону тварин на пасовище. Крім того, обов'язкові дератизація та біотермічне знезараження гною. Для дезінфекції використовують хімічні засоби в тих же концентраціях, як це передбачено заходами боротьби і профілактики туберкульозу. Слід видалити небезпечні предмети (колючий дріт, цвяхи, грубі живильники тощо), щоб зменшити пошкодження і потенційну передачу збудника.
Ветеринарно-санітарну експертизу туш проводять у порядку, передбаченому Правилами ветеринарно-санітарного огляду забійних тварин і ветеринарно-санітарної експертизи м'яса та м'ясних продуктів.
Худі туші при будь-якій формі ураження органів і тканин, а також туші незалежно від стану вгодованості, голови, внутрішні органи, в тому числі й кишечник, при генералізованому процесі з ураженням органів грудної та черевної порожнин направляють на утилізацію. Туші нормальної вгодованості з вісцеральною формою ураження і відсутністю змін у лімфатичних вузлах і м'язах використовують залежно від результатів бактеріологічного дослідження. Туші нормальної вгодованості з ураженням окремих лімфатичних вузлів після чистки останніх направляють на промислову переробку.
Для профілактики казеозного лімфаденіту в людей слід суворо дотримуватись заходів особистого бар'єрного захисту при догляді за тваринами і правил запобігання засмічення продуктів харчування гризунами.

## Казеозний лімфаденіт у людей
У людей хвороба відбувається рідко, описали дуже небагато випадків. Хвороба виникає практично тільки в тих людей, що займаються доглядом за тваринами. Як правило, розвиваються шийні або пахвові лімфаденіти. Можлива помірна інтоксикація, гарячка. Зазвичай цю хворобу плутають з туберкульозом.